# Hunter (Fernsehserie)
Hunter ist eine US-amerikanische Krimiserie mit Fred Dryer und Stepfanie Kramer in den Hauptrollen. Sie wurde von 1984 bis 1991 von Stephen J. Cannell produziert und von NBC ausgestrahlt.

## Handlung
Sergeant Rick Hunter und Sergeant Dee Dee McCall sind Partner und arbeiten bei der Mordkommission von Los Angeles. Hier haben sie es mit den unterschiedlichsten Tätern zu tun, vom Entführer bis zum Polizistenmörder. Ihr Chef wechselt anfangs in kurzen Abständen, ist später aber über mehrere Jahre hinweg Captain Charlie Devane. Als Informanten auf der Straße arbeiten Hunter und McCall mit den Kleinganoven Sporty James und Dee Dees zusammen, denen sie so manchen hilfreichen Tipp verdanken. Da McCall nach sechs Jahren heiratet und Hunter versetzt wird, werden nacheinander und für jeweils kurze Zeit Joanne Malinski und Chris Novak seine neuen Partner.

## Hintergrund
Hauptschauplatz der 152 Episoden war Los Angeles. Bereits 1985 war auf Sat.1 eine 13-teilige Serie namens Hunter mit James Franciscus und Linda Evans in den Hauptrollen gezeigt worden. 1995 entstand ein „Hunter“-Fernsehfilm mit Dryer und Hallahan, den Sat.1 1997 zeigte. Nach acht Jahren Pause entstand 2002 ein weiterer Film, der 2003 mit einer weiteren Produktion fortgesetzt wurde. Im selben Jahr wurde die Serie neu aufgelegt, aber bereits nach fünf Folgen wieder eingestellt.

## Synchronisation
Die deutsche Synchronisation entstand im Auftrag der Arena Film GmbH & Co. Synchron KG damals noch in Berlin-Lankwitz, die Dialogregie führten Jürgen Kluckert, Kurt Goldstein und Alexandra Lange. Für das deutsche Dialogbuch waren Jürgen Kluckert und zeitweise Peter Wesp verantwortlich.
| Rolle                | Darsteller       | Sprecher                                                                        |
| -------------------- | ---------------- | ------------------------------------------------------------------------------- |
| Rick Hunter          | Fred Dryer       | Jürgen Heinrich (1. Stimme) Stefan Staudinger (2. Stimme) Bodo Wolf (3. Stimme) |
| Dee Dee McCall       | Stepfanie Kramer | Alexandra Lange                                                                 |
| Capt. Charles Devane | Charles Hallahan | Gerd Holtenau                                                                   |

## Auszeichnungen (Auswahl)
Die Serie war in den Jahren 1987 bis 1989 in der Kategorie „Outstanding Sound Editing for a Series“ für einen Emmy nominiert. Die Komponisten Mike Post und Pete Carpenter gewannen für ihre Musik 1989 einen BMI TV Music Award.